# Sintetizador

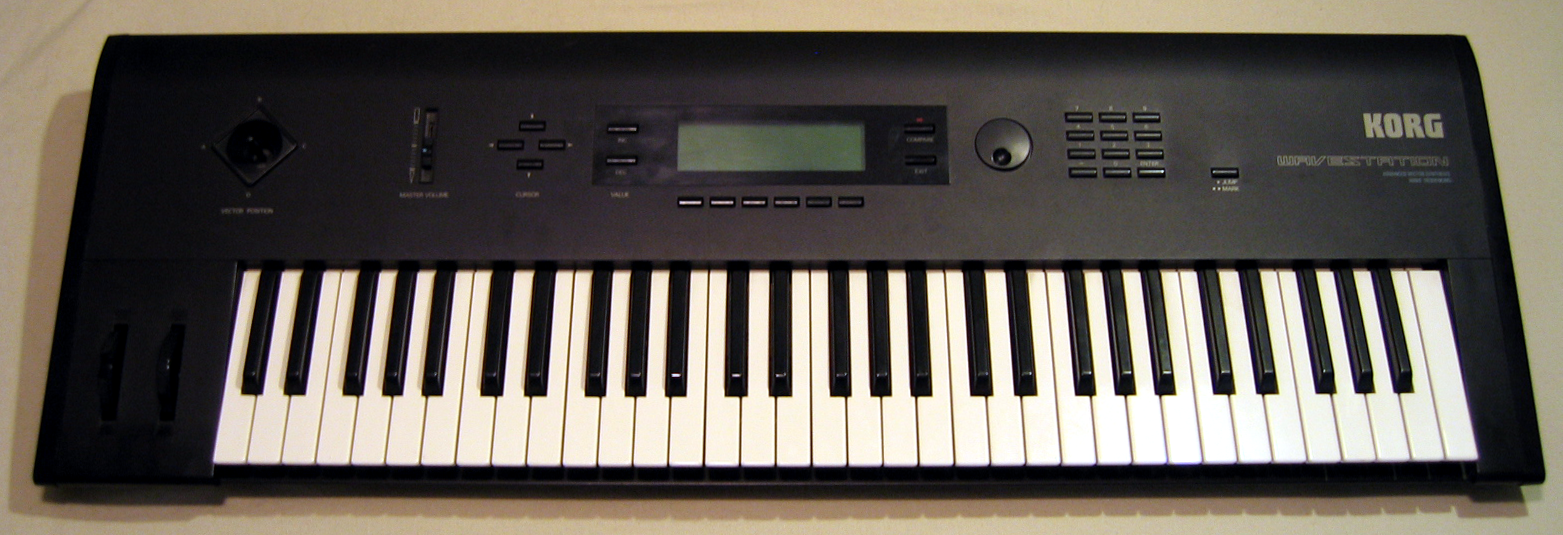
Um sintetizador Korg, modelo Wavestation.

Um sintetizador é um instrumento musical eletrónico projetado para produzir sons gerados através da manipulação direta de correntes elétricas (sintetizadores analógicos), leitura de dados contidos numa memória (sintetizadores digitais), ou manipulação matemática de valores discretos com o uso de tecnologia digital incluindo computadores (modulação física) ou uma combinação de diversos métodos.
No estágio final, as correntes elétricas são usadas para causar vibrações no diafragma de caixas de som, fones de ouvido, etc. O som sintetizado é diferente da gravação de um som natural, onde a energia mecânica da onda sonora é transformada em um sinal que então é convertido de volta à energia mecânica quando tocado (embora o método de amostragem mascare esta distinção).

## História

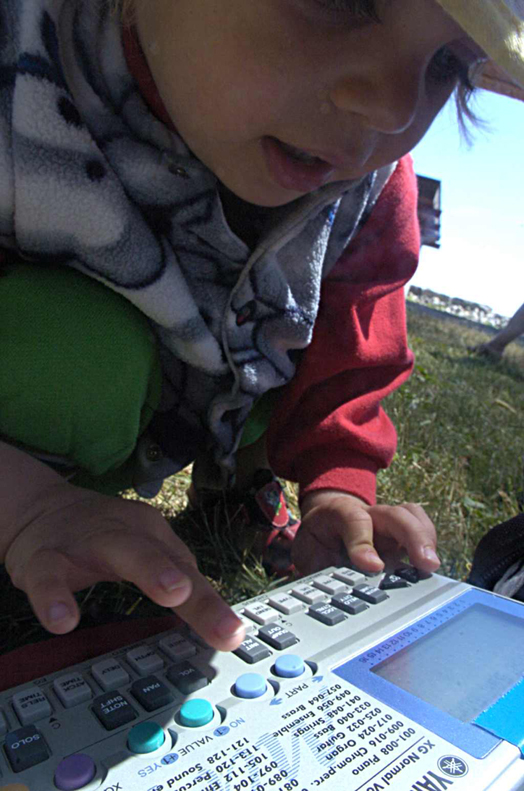
Uma criança usando um sintetizador moderno. A tecnologia atual de miniaturização permitiu que o produto custasse menos e tivesse teclas mais compactas.

O primeiro sistema de sintetizador construído, data de 1957, desenvolvido pela RCA Company nos Estados Unidos, chamado de RCA Music Synthesizer, utilizado apenas em laboratório ocupando grande espaço e exigindo horas de trabalho para criação de sons. O sintetizador como o conhecemos começou a tomar forma em 1964 com a invenção dos sistemas modulares Moog por Robert Moog e Herbert Deutsch. A fabricação em módulos permitiu a comercialização do sintetizador, porém seu preço era bastante elevado. A popularidade do sintetizador se consolidou em 1968 com o disco Switched-On Bach de Wendy Carlos, que foi sucesso de vendas. Continha composições de J. S. Bach tocadas utilizando-se exclusivamente o Moog. Os acordes foram reproduzidos de forma trabalhosa, com cada nota gravada separadamente, pois o sintetizador era monofônico.
A primeira utilização de um sintetizador ao vivo que se tem registro pode ser atribuída ao próprio Herbert Deutsch em um concerto apresentado em Nova York no ano de 1965 com seu Quarteto de Improvisação. Outras performances ocorreram nos anos seguintes sempre apresentando o aparato somente com fins de demonstração. Foi pelas mãos do tecladista britânico Keith Emerson levando seu Moog modular extensivamente em turnê, que o sintetizador passou a ser visto seriamente como um instrumento musical que poderia ser utilizado para apresentações ao vivo. Em estúdio, Keith Emerson também foi o responsável por elevar as capacidades sônicas do sintetizador a uma nova perspectiva no álbum de estreia da banda Emerson, Lake & Palmer (1970), que embora não seja o primeiro disco de música a fazer uso proeminente do instrumento, continha sons pesados e marcantes que, para o público da época, causaram grande impressão. Robert Moog, interessado pela forma como seu invento estava sendo utilizado por Emerson, buscou o aprimoramento dos osciladores e maior facilidade de operação. Posteriormente, foram desenvolvidos sintetizadores bem menores e polifônicos, como o Polymoog, de 1976, podendo-se, assim, gerar acordes. Outro marco histórico veio em 1977 quando a empresa Sequential Circuits lançou a primeira versão do modelo Prophet 5, que além de polifônico, permitia a memorização e acesso rápido de sons modificados pelo usuário.

## Modelos clássicos de sintetizador
- Sistemas modulares Moog
- Minimoog
- Moog Taurus
- Polymoog
- Memorymoog
- EMS Synthi AKS
- EMS VCS3
- ARP 2500
- ARP 2600
- ARP Quadra
- ARP Odyssey
- Fairlight CMI
- NED Synclavier
- E-mu Emulator
- Yamaha CS-80
- Sequential Circuits Prophet 5
- Elka Synthex
- Roland System 700
- Roland Juno-106
- Roland Jupiter-8
- PPG Wave
- Oberheim OB-Xa
- Casio CZ-5000
- Roland TB-303
- Roland JD-800
- Roland D-50
- Roland XP 50
- Roland XP 80
- Roland JP-8000
- Korg MS-20
- Korg Polysix
- Korg M1
- Korg 01/W
- Korg Wavestation
- WaveFrame AudioFrame
- Yamaha DX7
- Yamaha SHS-10
- Yamaha SY99
- Clavia Nord Lead
- Waldorf Pulse
- Lyricon
- Alesis Andromeda A

## Técnicas de síntese
- Síntese aditiva
- Síntese subtrativa
- Frequência modulada (FM)
- Modulação física
- Modulação por etapas
- Distorção de Fase (PD)
- Leitura de formas de onda (Sample playback)
- Síntese vectorial (Vector synthesis)
- Sequência de ondas (Wave sequencing)
- Tabelas de ondas (Wave table synthesis)
- Modulação física (Physical modelling)